# CyanogenMod
CyanogenMod（/saɪ.ˈæn.oʊ.ˌdʒɛn.mɒd/；縮寫作「CM」）是一個已停止開發的Linux發行版操作系统，主要供平板電腦及智能手机使用。它是基於Google釋出的Android源碼而開發的自由及开放源代码软件，使用滚动更新開發模式。
CyanogenMod提供一些在官方Android系統或手機廠商的韌體中沒有提供的功能，例如支援原生主題、支援FLAC音訊格式、大量APN的名單、內置OpenVPN用戶端、應用權限控制、支援網絡共享、處理器超頻、超級用戶權限、屏幕按鈕及其他「平板電腦調整」，以及其他介面功能。根據其開發者，CyanogenMod不含任何間諜軟件或捆綁軟件，亦指比官方韌體性能更高及更可靠。
雖然只有一部分用戶報告他們使用CyanogenMod，但是截至2015年3月，報告顯示超過5000萬人在他們的裝置上運行該韌體。
2013年，專案創辦人Steve Kondik宣佈取得創業投資，成立商業性質的Cyanogen公司（Cyanogen Inc.），CyanogenMod亦被納入於公司內。此舉在CyanogenMod社群中引起重大爭議。
2016年12月23日，Cyanogen公司宣佈他們關閉CyanogenMod的伺服器，Steve Kondik亦指他離開了該公司。CyanogenMod隨即宣佈會進行轉移，並更名為LineageOS。

## 歷史版本
2008年9月HTC Dream（在美國稱為「T-Mobile G1」）手機發佈後，Android社群發現了一個可以取得基於Linux系統裏超級用戶最高權限的方法。加上Android的源碼是開放的，容許了手機的韌體可以隨意修改後再安裝到手機上。某些手機不需修改也可以更改韌體，例如Nexus One。
在之後的一年中，Android愛好者開發和發佈了不同供HTC Dream使用的修改韌體。其中一個開發者「JesusFreke」開發的韌體成為了在用户中流行的版本。2009年8月，「JesusFreke」停止了開發他的韌體，並提議使用他韌體的用户轉用由開發者「Cyanogen」（Steve Kondik）開發，基於「JesusFreke」韌體的衍生版本CyanogenMod。
CyanogenMod變得越來越流行，而一群社群開發者亦對它作出貢獻。在數個月內，CyanogenMod支援的裝置數量增加了，而CyanogenMod亦成為最普及的韌體之一。
與很多其他開放源碼專案一樣，CyanogenMod的開發採用了分散式版本控制，而官方的版本庫則上載於GitHub。貢獻者則把他們的程式碼提交至Gerrit。任何人都可以測試其他人提交的程式碼，已註冊用戶可以對其提交补丁，最後被數個CyanogenMod開發者合併進源代碼內。
CyanogenMod Updater程式會提醒使用者有新版本的CyanogenMod，且能協助安裝到他們的手機裡。使用者可以在Google Play下載該程式。但從5.0版本起，這個程式就不運作了，只能透過Rom Manager尋找韌體更新。直到10.0版本起，更新功能已重新加入至CyanogenMod。
原本CyanogenMod包含Google的一些专有软件（如Gmail及Android Market），但Google於2009年9月發出律師信要求該團隊不得再散布CyanogenMod，此舉引起部份CyanogenMod愛好者的反彈，認為Google公司違反其「不作惡」的經營口號，CyanogenMod一度暫停運作，此事件也引起一些媒體的注意而加以报道。在兩方協調之後，CyanogenMod恢復開發工作，但不能再包含Google的专有app，僅提供連結由使用者自行下載安裝。
在專案發展初期，CyanogenMod會分別發佈每夜版（"nightly"）、里程版（"milestone"）及穩定版（"stable"）。但在CyanogenMod 11 M6版本後，CyanogenMod便宣佈不再發佈穩定版，改用滚动更新開發模式，每月发布两次里程版。

### CyanogenMod 7
CyanogenMod團隊所開發的CyanogenMod 7是基於Android 2.3 Gingerbread的源碼。其中由Android更改的源碼中大部分由Steve Kondik編寫，一部分由xda-developers論壇上的開發者編寫，另外亦有從BusyBox等開源軟件專案的源碼。
CyanogenMod 7由Google釋出Android 2.3源碼開始開發，在2011年2月15日開始發佈供數款電話使用的發布候選版本。2011年4月11日，CyanogenMod 7的首個穩定版本推出，該版本基於Android 2.3.3。CyanogenMod 7.1於2011年10月10日發佈，7.2於2012年6月12日發佈。

### CyanogenMod 8
原本計劃CyanogenMod 8將會基於Android 3.0 Honeycomb開發。但是Google把Android 3.0的源碼在Android 4.0 Ice Cream Sandwich的源碼釋出時才一併公開，導致CyanogenMod直接開發CyanogenMod 9，而跳過了CyanogenMod 8。

### CyanogenMod 9
CyanogenMod 9是基於Android 4.0 Ice Cream Sandwich的源碼，是首個使用CyanogenMod團隊開發的Trebuchet主屏幕的版本。開發團隊於Google釋出Android 4.0.1的源碼時開始進行開發，但由於Android 2.3與4.0之間的變更較多，所以比一般版本的開發時間更長。開發團隊此時亦因為Google在Android 4.0加入了一些CyanogenMod舊版本的功能，調整了CyanogenMod會開發的部分。
2011年11月，CyanogenMod 9發佈了供Nexus S和三星Galaxy S使用的測試版本。在2012年8月9日，CyanogenMod 9穩定版正式推出，但由於Android 4.1的源碼在此時已經釋出，所以所有CyanogenMod的開發工作隨即轉而至CyanogenMod 10。

### CyanogenMod 10

#### CyanogenMod 10.0
2012年7月，CyanogenMod於Google+宣佈CyanogenMod 10將基於Android 4.1 Jelly Bean開發。在發佈供不同裝置使用的測試版本後，CyanogenMod在這個版本開始在每月月首發佈一個供日常使用的「里程」版。此版本最後一批穩定版本於2012年11月13日釋出。

#### CyanogenMod 10.1
CyanogenMod 10.1基於Android 4.2開發。CyanogenMod在此版本亦為某些裝置在每月月首推出里程版。
2013年6月24日，CyanogenMod 10.1的源碼被列為穩定版，並在同一天推出了供大部分支援的裝置使用的穩定版。其後開發團隊繼續於每月月首推出里程版，不斷加入新功能。

#### CyanogenMod 10.2
2013年8月24日，基於Android 4.3開發的CyanogenMod 10.2開始發佈測試版。此版本包含了Cyanogen帳戶、OpenGL ES 3.0支援、藍牙低電量模式等功能，以及其他安全性及穩定性的改進。

### CyanogenMod 11
CyanogenMod 11基於Android 4.4 KitKat開發，2013年12月5日發佈首批測試版。在此版本後，CyanogenMod便宣佈不再發佈穩定版，改用滚动更新開發模式，每月发布两次里程版。
一加手機隨附了稱為「CyanogenMod 11S」的特別版，是第一台在Cyanogen公司成立後與其他公司合作，由CyanogenMod負責軟件開發的手機。

### CyanogenMod 12
CyanogenMod 12基於Android 5.0 Lollipop開發。此版本於2015年1月6日開始推出，並於2015年6月25日推出里程版。
基於此版本的Cyanogen OS 12於2015年4月推出，並支援一加手機及YU「Yureka」手機。YU「Yuphoria」手機在推出時亦運行Cyanogen OS 12。

#### CyanogenMod 12.1
CyanogenMod 12.1基於Android 5.1開發，測試版本於2016年4月16日開始推出。
聯想ZUK Z1手機、Wileyfox Swift及Storm手機於推出時運行Cyanogen OS 12.1。YU Yureka、Yureka Plus及Yuphoria亦有更新至Cyanogen OS 12.1。

### CyanogenMod 13
CyanogenMod 13基於Android 6.0 Marshmallow開發，於2015年11月23日推出測試版。在數星期後，Google釋出Android 6.0.1源碼，CyanogenMod 13亦更改至基於Android 6.0.1的源碼開發。

### CyanogenMod 14
由於Android 7.1較一般更早推出，所以CyanogenMod並沒有推出基於Android 7.0的CyanogenMod 14的測試版。CyanogenMod 14的更改被轉移至CyanogenMod 14.1繼續開發。

### CyanogenMod 14.1
CyanogenMod 14.1基於Android 7.1開發。2016年11月9日，Cyanogenmod推出Cyanogenmod 14.1測試「每夜」版，支持共9款机型。但是由於仍未加入CyanogenMod的一般功能，所以團隊稱此版仍未完成。随后社区开发工作转移至LineageOS进行并更名为LineageOS 14.1（但代码中的分支名仍然是 cm-14.1）。

## Cyanogen OS
Cyanogen OS是Cyanogen公司以CyanogenMod源代码为基础，为一些设备所开发的预装系统。预装Cyanogen OS的设备包括一加手机、YU Yureka、YU Yuphoria、Andromax Q、BQ Aquaris X5、Lenovo ZUK Z1、Wileyfox Swift和Wileyfox Storm。
Cyanogen OS通常预装有一些附加的私有应用，如Google Play系列应用和称为C-Apps的一套Cyanogen OS独占软件。CyanogenMod不包括上述应用，用户可自选需要的安装。
Cyanogen OS品牌于CyanogenMod 12时独立，之前是在CyanogenMod版本后加上一个S（CyanogenMod 11S）。2016年4月9日，Cyanogen开始向一加手机推送基于Android 6.0.1的Cyanogen OS 13 OTA更新包，版本号为ZNH0EAS26M。Cyanogen OS设备可以安装CyanogenMod。
根据Cyanogen在2016年12月23日发布的公告，对Cyanogen OS及其服务的支持将于2016年12月31日停止。这意味着未来该系统不会有新版本出现，所有运行Cyanogen OS的设备在此之后也无法获得任何系统更新。

## 版本歷史
| CyanogenMod 主版本                                       | Android 版本                        | 最后或主要释出 | 推荐的构建释出日期 | 主要变更 |
| -------------------------------------------------------- | ----------------------------------- | -------------- | ------------------ | --- |
| 3                                                        | Android 1.5 （杯子蛋糕）            | 3.6.8.1        | 2009年7月1日       | 自3.6.8起基于Android 1.5r3 |
| 3                                                        | Android 1.5 （杯子蛋糕）            | 3.9.3          | 2009年7月22日      | 自3.9.3起支持FLAC |
| 4                                                        | Android 1.5/1.6 （杯子蛋糕/甜甜圈） | 4.1.4          | 2009年8月30日      | 自4.1.4起基于Android 1.6（甜甜圈）；自4.1.4起移除了Quickoffice；自4.1.99起移除了谷歌专利的软件 |
| 4                                                        | Android 1.5/1.6 （杯子蛋糕/甜甜圈） | 4.2.15.1       | 2009年10月24日     | 自4.2.3起支持USB网络共享；自4.2.6起基于Android 1.6r2；自4.2.11起浏览器支持捏合缩放、图库支持捏合缩放和划动 |
| 5                                                        | Android 2.0/2.1 （闪电泡芙）        | 5.0.8          | 2010年7月19日      | 引进ADW.Launcher作为默认桌面 |
| 6                                                        | Android 2.2 （冻酸奶）              | 6.0.0          | 2010年8月28日      | 引入双摄像头和ad hoc Wi-Fi支持，藉由即时编译（JIT）编译器带来性能提升 |
| 6                                                        | Android 2.2 （冻酸奶）              | 6.1.3          | 2010年12月6日      | 自6.1.0起基于Android 2.2.1 |
| 7                                                        | Android 2.3 （姜饼）                | 7.0.3          | 2011年4月10日      | 自7.0.0起基于Android 2.3.3 |
| 7                                                        | Android 2.3 （姜饼）                | 7.1.0          | 2011年10月10日     | 基于Android 2.3.7 |
| 7                                                        | Android 2.3 （姜饼）                | 7.2.0          | 2012年6月16日      | 支持更多新设备，经更新的翻译，预测输入的电话拨号盘，可调节静音时的震动反馈，锁屏更新，移植自4.0（冰淇淋三明治）的动画，可配置的状态栏电池图标，很多错误修正 |
| 8                                                        | Android 3.x （蜂巢）                | 不適用         | 不適用             | 由于谷歌并未释出Android 3.0蜂巢的源代码，CyanogenMod 8未曾发布 |
| 9                                                        | Android 4.0 （冰淇淋三明治）        | 9.1            | 2012年8月29日      | 安全性增强：默认情况下不开启root权限。支持SimplyTapp。 引入Cyanogen自己的桌面Trebuchet |
| 10                                                       | Android 4.1 （果冻豆）              | 10.0.0         | 2012年11月13日     | 可扩展的桌面模式。内置可调用root权限的文件管理器 |
| 10                                                       | Android 4.2 （果冻豆）              | 10.1.3         | 2013年6月24日      | |
| 10                                                       | Android 4.3 （果冻豆）              | 10.2.1         | 2014年1月31日      | 电话增加黑名单功能 |
| 11                                                       | Android 4.4 （奇巧）                | 11.0 XNG3C     | 2015年8月31日      | WhisperPush：集成了可选的TextSecure（后来的Signal）的端对端加密协议特性，可向其他CM或Signal用户发送加密过的即使信息。该功能后于2016年二月终止。 CyanogenMod主题引擎：功能强大的新主题引擎，让用户得以应用及自己组合主题来修改资源文件 |
| 12                                                       | Android 5.0 （棒棒糖）              | 12.0 YNG4N     | 2015年9月1日       | LiveDisplay：高级显示管理工具，可用于校准色彩、伽马值、对比度和色温 主题引擎更新：允许对不同应用包独立控制主题（在CyanogenMod上用于NavigationBar和StatusBar；在CyanogenOS上用于AppThemer，允许你对每个应用使用不同的主题) UI重构：所有应用程序都更新为材质化主题 AudioFX和Eleven：两个音频相关的应用（前者取代DSPManager，后者取代旧的「音乐」应用） |
| 12                                                       | Android 5.1 （棒棒糖）              | 12.1 YOG7DAO   | 2016年1月27日      | CyanogenPlatform SDK：允许第三方开发者通过API将他们的应用的功能整合到CyanogenMod中 |
| 13                                                       | Android 6.0 （棉花糖）              | 13.0 ZNH5Y     | 2016年8月15日      | Wi-Fi共享，情景模式，勿扰模式，隐私保护功能，应用数据用量控制，蓝牙设备的电量显示支持，重新加入锁屏壁纸选择器，锁屏天气和新的天气插件支持，锁屏背景模糊支持（可关闭），动态锁屏支持，新的LiveDisplay硬件增强及相应的API，Snap相机，Gello浏览器，改进的翻译，Cyanogen应用支持，更多CM SDK API，安全更新                                               |
| 14                                                       | Android 7.0 （牛轧糖）              | 不適用         | 不適用             | 由于基于7.0的CM14.0未开发完毕谷歌即放出了7.1，故跳过。 |
| 14                                                       | Android 7.1 （牛轧糖）              | 14.1           | 2016年11月9日      | 曾於测试阶段对9款机型进行每日更新。 |
| 格式：舊版本舊版本，仍被支援当前版本最新的预览版未来版本 |                                     |                |                    | |

## 外部連結
- 官方网站
- The CyanogenMod Wiki
- Supported Devices
- CyanogenMod的Facebook專頁
- CyanogenMod的X（前Twitter）
- CyanogenMod的在地化翻譯（页面存档备份，存于）於Crowdin
- Android Source Code Project（页面存档备份，存于）
- YouTube上的Steve Kondik on the CyanogenMod Project